# Campoplex melanostictus
Campoplex melanostictus là một loài tò vò trong họ Ichneumonidae.